# Talang Asal
Talang Asal is een bestuurslaag in het regentschap Merangin van de provincie Jambi, Indonesië. Talang Asal telt 1066 inwoners (volkstelling 2010).